# Jaume Domènech Sánchez
Jaume Domènech Sánchez (Almenara, Plana Baixa, 5 de novembre de 1990) és un futbolista professional valencià que juga com a porter. Ha disputat més de cent partits amb el València, tot i que durant la major part de temporades ha estat el porter suplent.

## Carrera esportiva

### Inicis futbolístics
Format al planter del Vila-real CF, va destacar en categories juvenils, però al passar a l'equip C no acaba d'assentar-se com a titular per la competència amb altres dos porters amb gran projecció: Diego Mariño i Adrià Ortolà. Tot i que arribaria a disputar algun partit amb el Vila-real B quan este jugava en la segona divisió, Domènech no va gaudir de continuïtat a l'equip groguet, i fins i tot arribaria a jugar una temporada al CD Onda.
En 2012, Domènech abandona Vila-real per a fitxar pel CD Palo, equip andalús de la tercera divisió. Unes bones actuacions, on es va mantenir imbatut durant tota la primera volta van fer que fitxara per l'Huracà de València en el mercat d'hivern. A l'equip valencià tampoc no seria titular, tanmateix, quan Nico Estévez, entrenador de l'Huracà fitxa pel València Mestalla en acabar la temporada, demana el fitxatge de Domènech, que arribaria al filial valencianista com a teòric suplent per darrere de Yeray Gómez.
La temporada 2013-2014, Jaume Domènech es consolidaria com a porter titular del Mestalleta des de l'inici del campionat, arribant a ser considerat com a tercer porter del València CF i a ser convocat com a suplent de Diego Alves en lliga.

### València C.F.
Domènech fou definitivament promocionat al primer equip la temporada 2015-16, per l'entrenador Nuno Espírito Santo. El 12 de setembre, aprofitant les lesions tant de Diego Alves com de Mathew Ryan, porters que estaven teòricament per davant d'ell en la titularitat, va debutar a primera divisió, en una victòria fora de casa 1–0 contra l'Sporting de Gijón en què a més a més va ser el millor home del partit. L'endemà, el club va anunciar la renovació del seu contracte fins al 2018.
L'estiu de 2016 va ser un dels futbolistes que el club més utilitzava com a imatge a nivell local i internacional, com demostra el seu viatge a Singapur al costat d'altres companys, donant obertament la seua opinió sobre Peter Lim. El club barrejava el possible traspàs de Diego Alves per a mantenir en la porteria a Jaume i Ryan, però finalment el brasiler va seguir en l'equip i va ser el porter titular. Malgrat açò el club va mostrar la seua confiança en Jaume renovant de nou el seu contracte, aquesta vegada fins a 2022, i l'australià Ryan va passar a ser el tercer porter. El 28 d'octubre va fer d'amfitrió a Almenara en una trobada entre set jugadors de la plantilla, exfutbolistes i penyistes amb xiquets i veïns de la localitat. En lliga va ser suplent d'Alves para tots els tècnics durant la temporada, i va ser el porter titular en les dues eliminatòries de Copa.
Domènech fou suplent de Neto, la temporada 2017-18. Fou titular a la Copa del Rei salvant dos penals de la tanda contra el Deportivo Alavés als quarts de final. En la següent edició de la Copa va jugar tots els partits, i l'equip va guanyar el torneig, inclosa la final contra el FC Barcelona.
El porter d'Almenara va signar nous contractes el setembre de 2016 i el novembre de 2019, aquest darrer que el lligava al València fins al 2023 amb una clàusula de rescissió de 50 milions d'euros. L'estiu de 2020, el club volia vendre el seu competidor en el lloc Jasper Cillessen a causa de problemes financers, però això no va arribar a passar; malgrat això, a la següent temporada va acabar jugant la majoria de partits a causa de lesions de Cillessen.
Durant la temporada 2021-22, era d'entrada el tercer porter per darrere de Guiorgui Mamardaixvili i Cillessen, tot i que va passar a ser el segon després de la marxa del neerlandès. Així i tot, la seua progressió es va veure interrompuda després de patir una seriosa lesió de genoll el 8 de setembre de 2022. L'endemà va estendre el seu contracte fins al 2024, amb opció a una temporada més.
Per culpa d'aquesta greu lesió, Domènech no va poder participar en cap partit del València C.F. durant la temporada 2022-23. No obstant, el seu paper al vestuari xe va anar creixent, on s'ha convertit en un gran pes al si del planter valencianista. Tant és així que a l'actualitat Jaume és el segon capità de l'equip, només per darrere de José Luís Gayà. A més, amb la recuperació del porter de la seua greu lesió, va tornar al seu lloc com a porter titular de la Copa del Rei 2023-24. Encara així, la ràpida eliminació de l'equip front el Celta de Vigo l'ha deixat en més bé una figura simbòlica al vestuari que no un jugador amb una gran quantitat de minuts. Així i tot, el seu pes al planter valencianista és notori i s'ha convertit en una peça clau per a l'entrenador a l'interior del club. D'aquesta manera el club va decidir fer efectiva la renovació d'un any més que permetia el seu contracte en vigor. Així, el 17 d'abril del 2024 Domènech va estendre el seu vincle amb el València C.F. fins a l'any 2025.
El 29 d'abril de 2024 va jugar els seus primers minuts a la Lliga 2023/24, després que Mamardaixvili fora expulsat davant el FC Barcelona a l'Estadi Lluis Companys. El gat d'Almenara va disputar els últims minuts de la primera part i tota la segona, en un partit en què el València va acabar perdent per 4-2. La setmana següent Jaume va ixir de titular contra el Deportivo Alavés, la qual cosa suposava el seu retorn a la porteria de Mestalla en un partit lliguer dos anys després de la seua última aparició. Així i tot la mala sort va colpejar al capità del València, el qual es va lesionar en la primera meitat i va haver de ser substituït al minut 34 per Cristian Rivero.
La temporada 2024/25 seria la seua última al club de Mestalla. Domènech va iniciar el curs com el tercer porter en rotació del planter, per darrere de Mamardaixvili i Stole Dimitrievski. Tot i no disputar cap minut al llarg de la temporada, el porter d'Almenara va ser un dels pesos pesants del vestuari, sent el segon capità i un dels jugadors amb una major trajectòria al club. Després de 10 anys i 122 partits oficials amb el València C.F., Domènech deia adéu al club amb el qual va aconseguir guanyar la Copa del Rei del 2019.

## Palmarès
València CF
- 1 Copa del Rei: 2018-19.[14]

## Estadístiques
| Club                    | Div.       | Temporada  | Lliga | Lliga | Copes nacionals | Copes nacionals | Copes internacionals1 | Copes internacionals1 | Total | Total |
| Club                    | Div.       | Temporada  | Part. | TG    | Part.           | TG              | Part.                 | TG                    | Part. | TG    |
| ----------------------- | ---------- | ---------- | ----- | ----- | --------------- | --------------- | --------------------- | --------------------- | ----- | ----- |
| València Club de Futbol | 1a         | 2015-16    | 17    | 0     | 1               | 0               | 6                     | 1                     | 24    | 1     |
| València Club de Futbol | 1a         | 2016-17    | 3     | 0     | 4               | 0               | ―                     | ―                     | 7     | 0     |
| València Club de Futbol | 1a         | 2017-18    | 5     | 2     | 8               | 0               | ―                     | ―                     | 13    | 2     |
| València Club de Futbol | 1a         | 2018-19    | 4     | 0     | 9               | 2               | 1                     | 0                     | 14    | 2     |
| València Club de Futbol | 1a         | 2019-20    | 15    | 1     | 42              | 0               | 2                     | 1                     | 21    | 2     |
| València Club de Futbol | 1a         | 2020-21    | 28    | 1     | 0               | 0               | ―                     | ―                     | 28    | 1     |
| València Club de Futbol | 1a         | 2021-22    | 4     | 1     | 5               | 0               | ―                     | ―                     | 9     | 1     |
| València Club de Futbol | 1a         | 2022-23    | ―     | ―     | ―               | ―               | ―                     | ―                     | 0     | 0     |
| València Club de Futbol | 1a         | 2023-24    | 2     | 0     | 4               | 0               | ―                     | ―                     | 6     | 0     |
| València Club de Futbol |            | 2024-25    | ―     | ―     | ―               | ―               | ―                     | ―                     | ―     | ―     |
| València Club de Futbol | Total club | Total club | 78    | 5     | 35              | 2               | 9                     | 2                     | 122   | 9     |

1. Inclou dades de la UEFA Champions League.
2. A la temporada 2019/2020 Domènech va disputar 3 partits de Copa del Rei i 1 a la Supercopa d'Espanya.